# 利迪策大屠杀

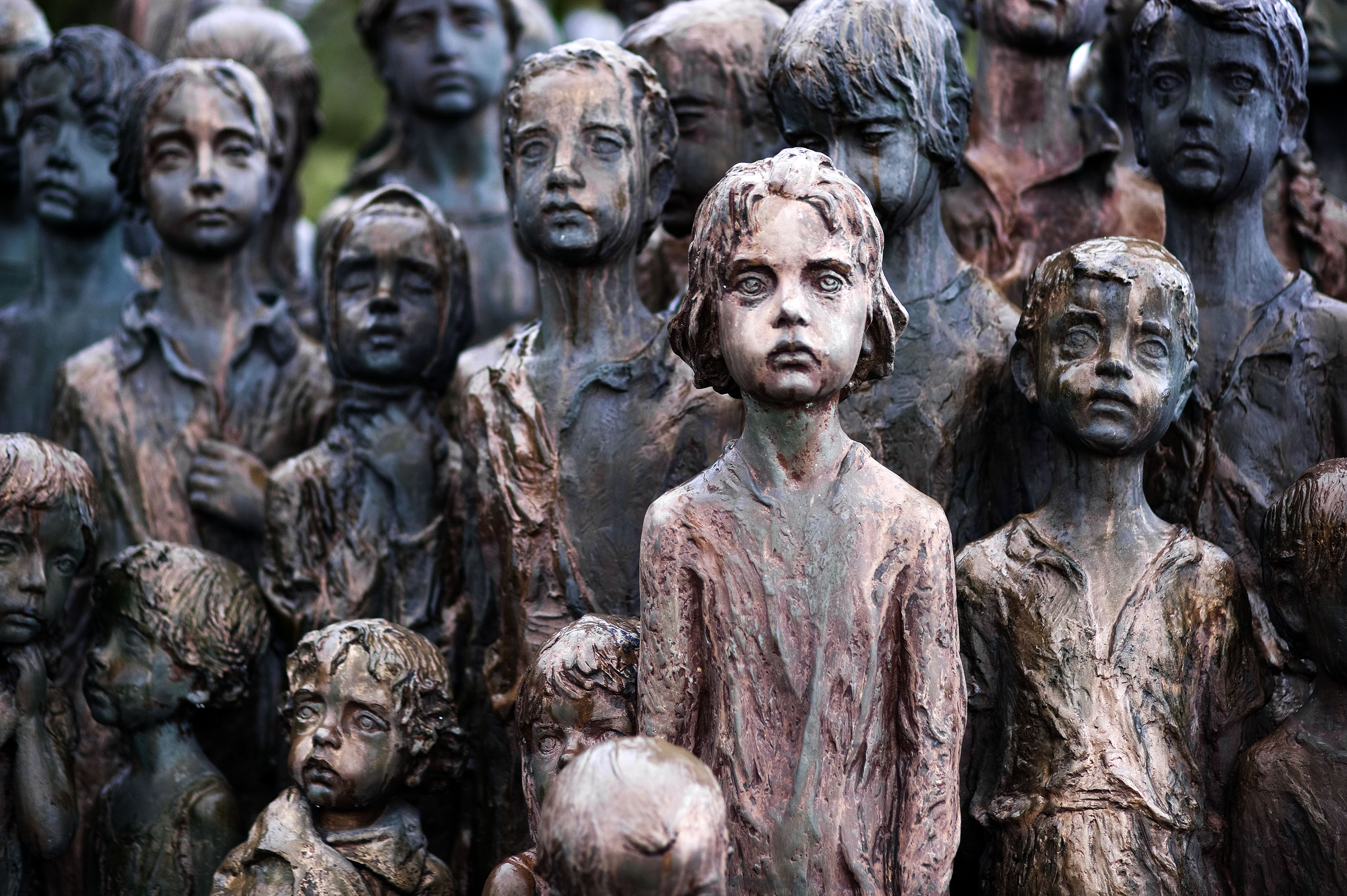
利迪策被害儿童纪念碑

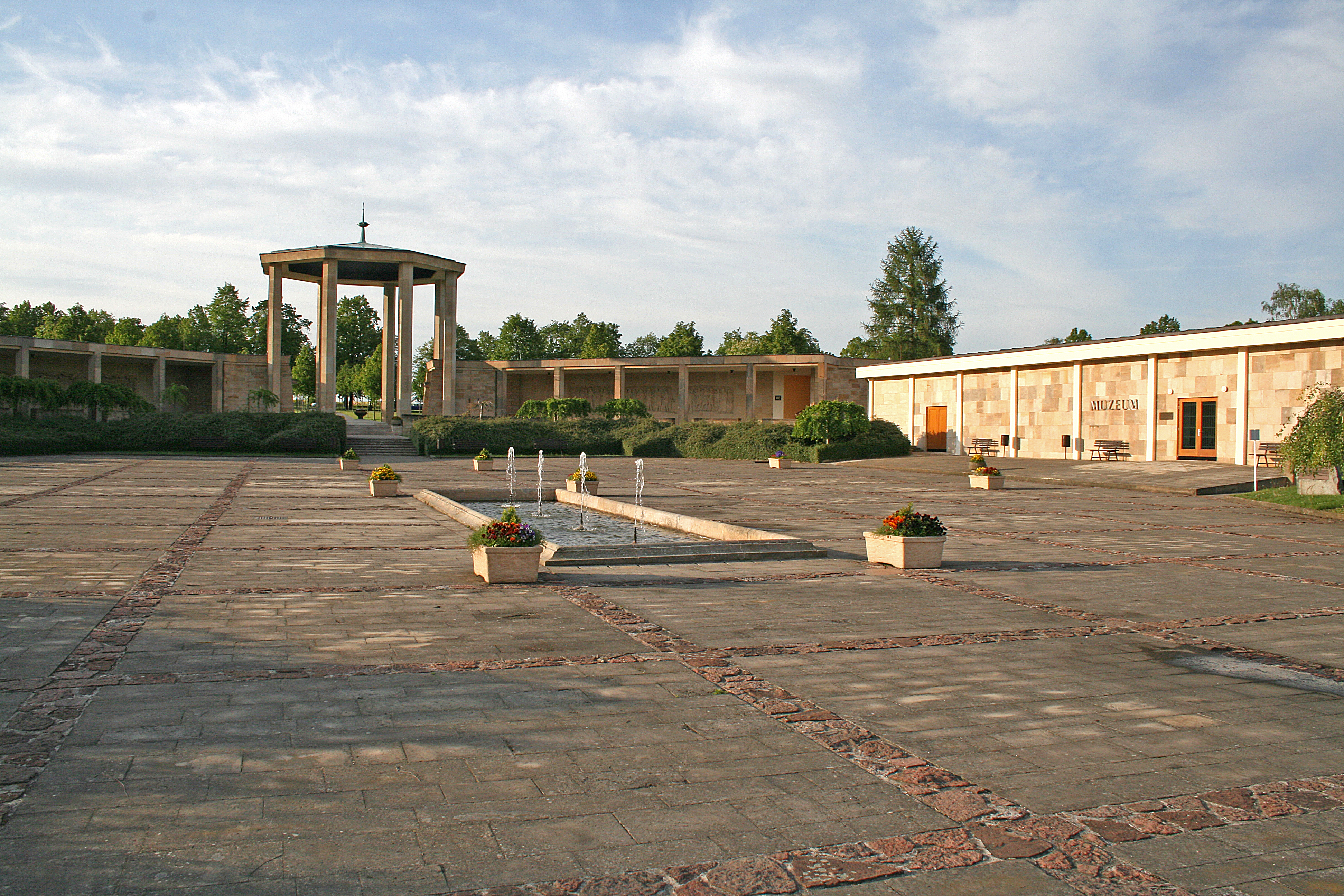
利迪策博物馆

利迪策大屠杀是1942年6月在德国元首阿道夫·希特勒和党卫队上级集团领袖莱因哈德·海德里希的继任者庫爾特·達呂格的命令下针对波希米亚和摩拉维亚保护国（今属捷克）利迪策的毁灭行动。
为了报复1942年春末当地村民对帝国保护者莱因哈德·海德里希的暗杀行动，村里所有15岁以上的173名男子于1942年6月10日被处决。另外11名男子也难逃此劫，其余人员也遭到关押。在全村503名居民中，有307名妇女和儿童被送往克拉德诺学校的临时拘留中心。其中，184名妇女和88名儿童被驱逐到集中营；只有7名因血统纯正而可以德国化的儿童被移交给党卫军家庭，其余村民被送往海乌姆诺灭绝营的毒气室内杀害。
美联社援引它在纽约收到的德国无线电广播说：“镇上所有的成年男性都被枪杀，而女性则被关押在集中营，孩子们则被送往适当的教育机构。” 来自利迪策的大约340人在德国的报复中遇害（192名男子、60名妇女和88名儿童）。战后，只有143名妇女和17名儿童回到了利迪策村。

## 背景

### 莱因哈德·海德里希遇刺案

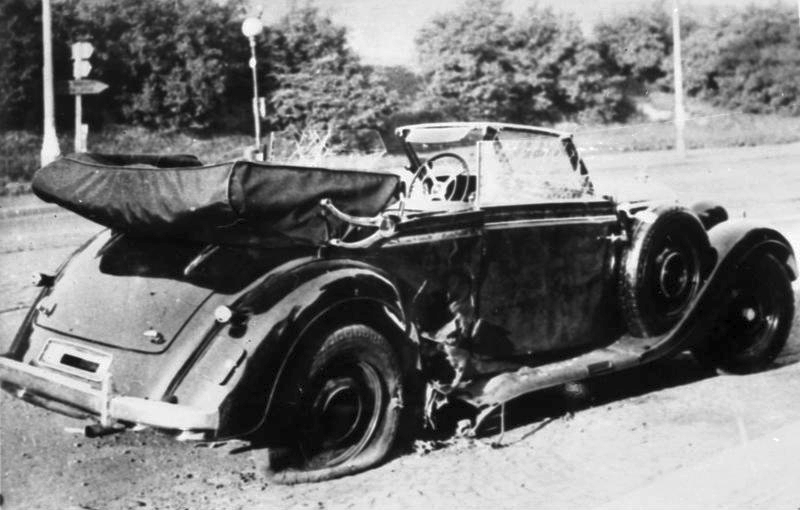
海德里希的汽车在袭击现场。

从1941年9月27日起，党卫军上级集团领袖兼警察总长莱因哈德·海德里希一直担任纳粹波希米亚和摩拉维亚保护国（1939年4月5日成立，控制原属捷克斯洛伐克的大多数领土）之帝国保卫者。 
1942年5月27日上午，海德里希被从他在帕嫩斯克布热扎尼的乡间别墅赶到他在布拉格城堡的办公室。当他的汽车到达布拉格科比利西地区时，被斯洛伐克和捷克士兵约瑟夫·加布奇克和扬·库比什（代表捷克斯洛伐克流亡政府）命中。1941年12月，作为类人猿行动的一部分，作案者曾在英国受过训练，且曾空降到波希米亚。
在加布奇克的斯登冲锋枪卡弹后，海德里希命令他的司机党卫军上级小队领袖勒克莱因停车。当海德里希站起来向加布奇克开枪时，库比什向海德里希的汽车投掷了一枚经改装的反坦克手雷。爆炸使海德里希和库比什受伤。海德里希派克莱因步行追赶加布奇克，在交火中，加布奇克的子弹命中克莱因膝盖以下的腿。库比什和加布奇克设法脱逃。一名捷克妇女去帮助海德里希，并拦下一辆送货车。海德里希被放在面包车后部的肚子上，并运往布洛夫卡医院急诊室进行脾切除术，医师对胸部伤口、左肺和膈肌进行了清创。希姆莱命令卡尔·格布哈特飞往布拉格照顾。尽管海德里希出现了发热症状，但他的康复似乎进展顺利。希特勒的私人医生西奥多·莫雷尔建议使用新的抗菌药物磺胺，但格布哈特认为海德里希会康复，故未使用。6月4日，海德里希死于炸弹爆炸时室内装潢和他的衣服进入他的身体的马毛碎片引起的败血症。

### 报复行动
5月27日下午晚些时候，党卫队集团领袖卡爾·赫曼·法蘭克宣布紧急状态，并在布拉格实施宵禁。 任何帮助袭击者的人都惨遭灭口。期间党卫队搜查了2.1万人和3.6万间住所。迄当年6月4日，157人被处决，但其中没有一位刺客，也没有提供任何信息。
6月9日，海德里希在柏林的葬礼上的悼词还没宣读完，就宣布“为他的死报仇”。纳粹波希米亚和摩拉维亚保护国国务卿弗兰克从柏林报告说，元首已就任何有暗杀海德里希凶手足迹的村庄下达了以下命令：
1. 处决所有男人
2. 将所有妇女送往集中营
3. 将可以德国化的儿童安置在党卫军家庭中，其他儿童以其他方式处理
4. 将村庄焚毁并夷为平地

## 屠杀对象

### 成年男性
波希米亚和摩拉维亚保护国安全警察负责人霍斯特·伯姆立即执行了命令。秩序警察和党卫队保安处的成员包围利迪策，不留一处出口。纳粹政权之所以选择这个村庄，是因为它的居民被怀疑窝藏当地抵抗游击队，并被错误地与类人猿行动小组成员联系在一起。

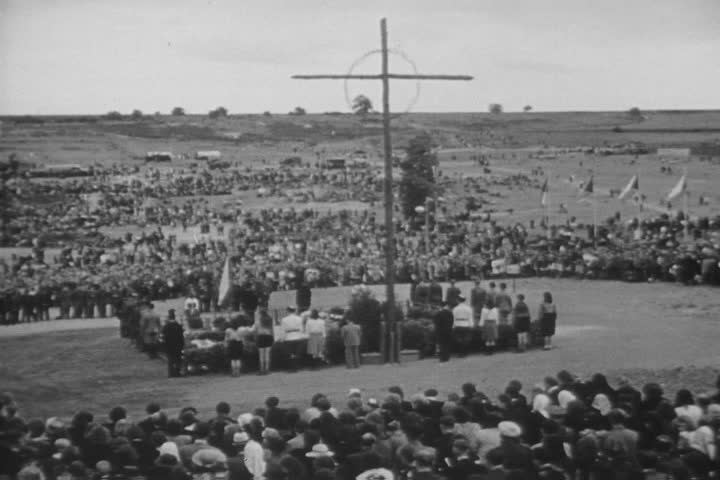
战后为利迪策大屠杀受害者举行的的纪念仪式

村内所有男人都被围捕并带到村边的霍拉克家族的农场。床垫是从附近的房子里拿来的，它们靠在霍拉克斯谷仓的墙上，以防止弹跳。 这些人的枪击行动于上午7点左右开始。起初，这些人以五人为一组被枪杀，但伯姆认为处决进行得太慢，并下令一次枪杀十人。死者被留在他们倒下的地方。到当天下午，已有173人死亡。当天不在村里的另外11名男子很快被捕并处决，另有8名男子和7名妇女因与流亡英国的捷克军队有关联而被捕。村里只有三名男性居民在逃过了这场浩劫（其中两人当时在英国皇家空军并驻扎在英格兰）。真正在捷克斯洛伐克的利迪策唯一一名在这场暴行中幸存下来的成年男子是弗兰蒂塞克·赛义德 (1887-1961，利迪策前副村长），他于1938年底因在当年12月19日意外杀害其子爱德华·赛德尔被捕。他被监禁四年，对这场大屠杀一无所知。直至他在1942年12月23日获释返家后方得知此事。在发现大屠杀后，他非常心烦意乱，以至于向附近城镇克拉德诺的党卫军军官自首，他承认来自利迪策（甚至说他赞成暗杀海德里希）。尽管身份确凿，但党卫军军官只是嘲笑他并拒绝受理，他再次免于死劫。

### 妇女和儿童

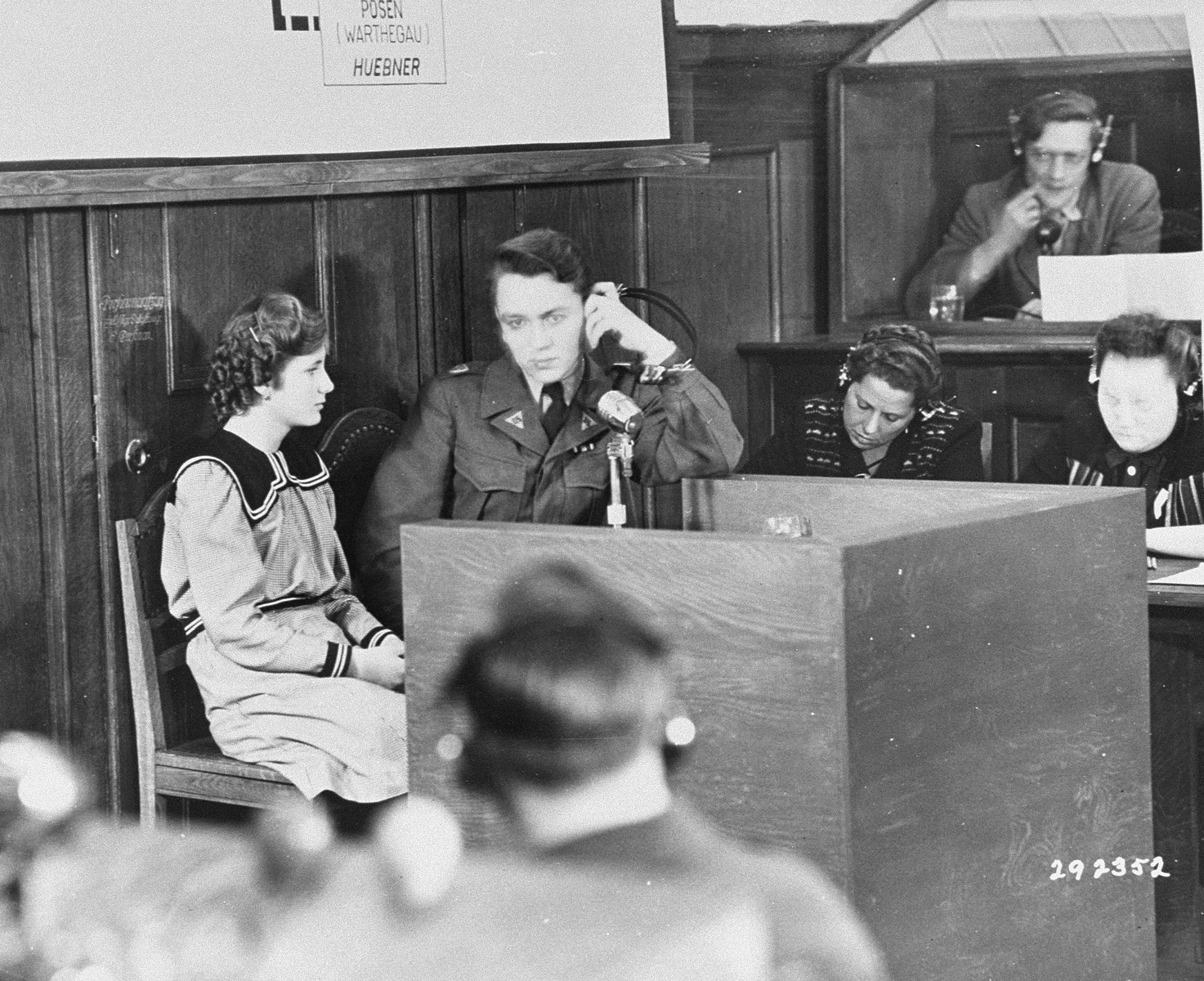
玛丽·苏皮科娃，在利迪策被绑架的儿童之一，在种族和移民局审判中作证

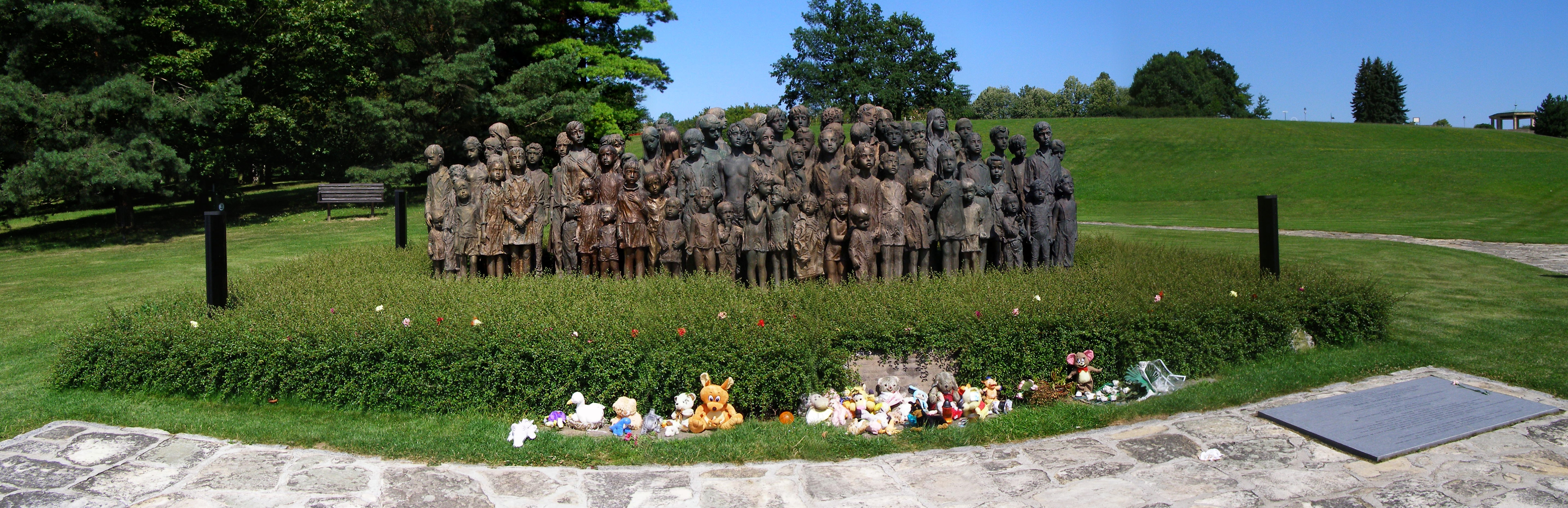
利迪策被害儿童纪念碑

共有203名妇女和105名儿童首先被带到利迪策乡村学校，然后被带到附近的克拉德诺镇，并在文法学校关押三日。孩子们被迫与母亲骨肉分离，四名孕妇被送往海德里希死亡时所在的医院强制堕胎，然后被送往不同的集中营。1942年6月12日，利迪策的184名妇女被押上开往克拉德诺火车站的卡车，并被迫进入由护送人员监视的特殊旅客列车。 6月14日上午，火车停在拉文斯布吕克集中营的铁路旁。集中营管理部门试图将利迪策妇女隔离，但被其他囚犯阻止。这些妇女被迫进行皮革加工、修路、纺织和弹药制造工作。
88名利迪策儿童被运送到罗兹格奈森瑙街的纺织厂旧址。霍斯特·伯姆在布拉格办事处发出的电报证实了这些孩子的到来，电报的结尾是：“孩子们只带了他们穿的衣服。不需要特别注意”。护理很少，他们缺乏可用的卫生设施。根据营地管理部门的命令，没有为孩子们提供医疗服务。在他们抵达罗兹后不久，中央种族和定居点部门的官员选择了七个孩子进行德国化。少数被认为血统纯正的孩子被交给了党卫军家庭。
纳粹德国对利迪策的愤怒引起了对剩余孩子命运的一些疑问，但在6月下旬，阿道夫·艾希曼下令屠杀剩余的孩子。然而，因为法官认为“……根据我们面前的证据，没有毫无理由地向我们证明他们是被谋杀的”，遂艾希曼在耶路撒冷的审判中未被判处此罪。7月2日，余下的82名利迪策儿童都被移交给罗兹盖世太保办公室，后者将他们送到70（43英里）外的海乌姆诺灭绝营中的Magirus毒气卡车毒死。在105名利迪策儿童中，有 82 人在海乌姆诺死亡，6人在德国生命之泉孤儿院死亡，只有17人返回家园。

### 利迪策

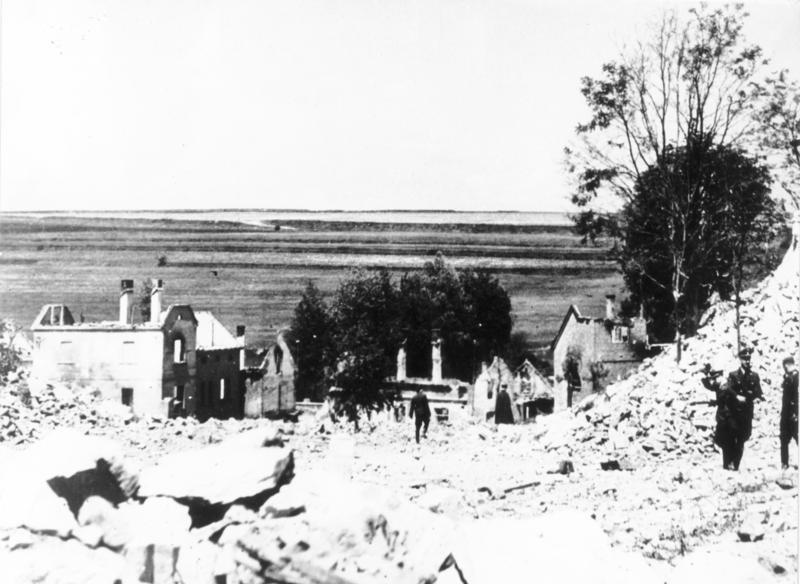
对利迪策的破坏

村庄被焚毁，遗骸被炸光。村里所有的动物（宠物和驮畜）皆遭宰杀。连埋在村内的遗体都不能幸免；他们的遗体被挖出，夺去遗体内的金银珠宝，然后毁尸。一支100人的德国工作队随后被派去毁尸灭迹，重置村庄周边的溪流和道路。然后，他们用泥土和农作物覆盖了村庄，并在场地周围设置了带刺铁丝网，上面用捷克语和德语写着警语：“任何接近此栅栏的人在受警告后仍不停止行动，将被枪杀”。与德国情报部门合作的弗朗茨·特雷姆将这一过程拍成了一部电影。特雷姆曾在布拉格卢塞纳宫经营一家Zeiss-Ikon商店，在纳粹占领捷克斯洛伐克后，他成为纳粹党的电影顾问。

### 进一步的报复
捷克小村庄拉格斯在利迪策被毁两周后遭受相同待遇，当时盖世太保特工在那里发现了一个无线电发射器，该发射器属于一个地下小组（该小组成员与库比斯和加布奇克一起跳伞）。全村三十三名成人遭枪决（不论男女），孩子们被送往集中营或“雅利安化” 。就海德里希之死发动的复仇行动造成至少一千三百人死亡。这一数字包括游击队亲属及支持者、对德国不忠的捷克精英和像利迪策的随机受害者。

## 纪念活动

### 国际反应

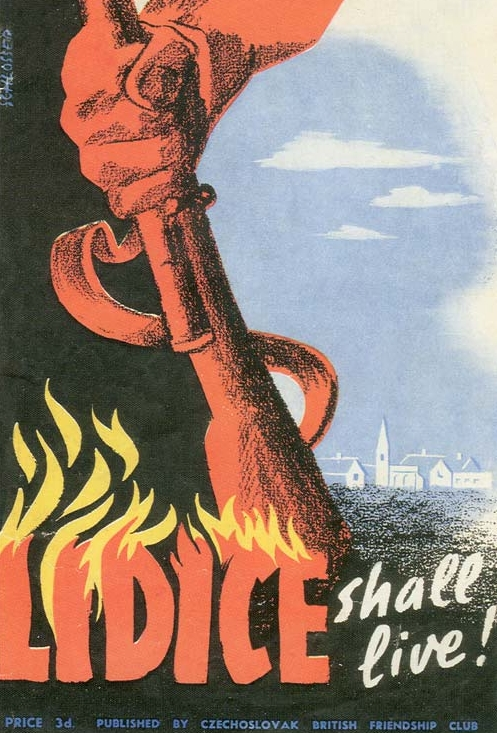
纪念利迪策大屠杀的英国海报

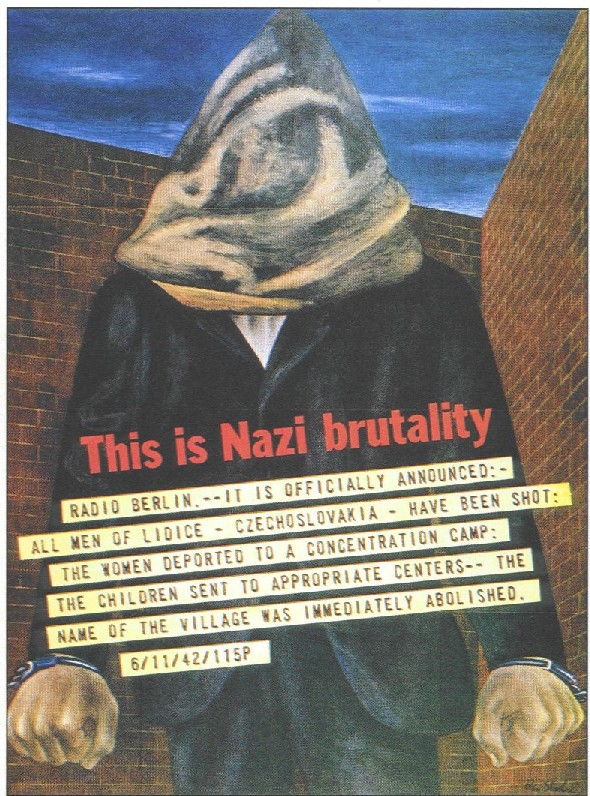
本·沙恩的海报《此乃纳粹暴行》，提及了利迪策大屠杀

与此前不同，纳粹公开并自豪地宣传他们在利迪策犯下的滔天罪行。该信息立即被盟军媒体所转载。 1942年9月，英国斯塔福德郡特伦特河畔斯托克的矿工巴内特·斯特罗斯（1945年成为当地议员，此时他已经成为医师）成立“利迪策将活着”组织，并筹集资金以在战后重建村庄。 
村庄被夷平后不久，各盟国和地区的城镇和小区（社区）更名，如墨西哥城圣杰罗姆利迪斯，委内瑞拉加拉加斯利迪策工人区及当地医院，巴拿马卡皮拉利迪塞和巴西某城镇，这样这个名字就可以无视希特勒的命令而存续。美国伊利诺伊州克雷斯特希尔的一个社区从斯特恩公园更名为利迪策。在克雷斯特山草原大道上的利迪策公园有一座神社；原来的神殿位于埃尔西街凯利大道的尽头。英国考文垂市的“利迪策广场”被德国空军轰炸摧毁。智利圣地亚哥市中心一个非常拥挤的地区的一条小巷名为利迪策，其中一栋建筑的一块小牌匾解释了利迪策的悲惨故事。保加利亚索非亚的一条街道以纪念大屠杀而命名，美国威斯康星州菲利普斯的利迪策纪念馆是为了纪念该村庄而建造的。
大屠杀发生后，汉弗莱·詹宁斯执导的《寂静村庄》（1943年），邀请来自威尔士克姆吉德矿村（位于南威尔士小镇伊斯特拉甘莱斯附近）的业余演员出演。而同年制作的美国电影《希特勒的疯子》在剧情中有多处争议点。1975年上映的英国电影《黎明行动》更准确地描述了屠杀过程，片中蒂莫西·博茨饰演库比什、马丁·肖饰演库尔达，安东尼·安德鲁斯饰演加布契克。
美国诗人埃德娜·圣文森特·米莱 写了一部关于大屠杀的长篇诗剧《利迪策谋杀事件》，诗句的摘录于1942年10月17日出版在《周六评论》，更大的版本于1942年10月19日的《生活》杂志出版，并于当年晚些时候由哈珀以一本书的形式刊出全文。
在德国不来梅的瓦兰拉根公园有一个纪念利迪策大屠杀的纪念雕塑和事件简介。

### 当地反应和新利迪策村
捷克作曲家博胡斯拉夫·馬爾蒂努于1943年创作了管弦乐《利迪策纪念碑》（长八分钟），回应这宗屠杀案。这首曲子引用了捷克的圣瓦茨拉夫合唱团的歌声，在曲子的高潮部分使用了贝多芬第五交响曲的开场音符（点-点-点-破折号=摩尔斯电码中的V ）。

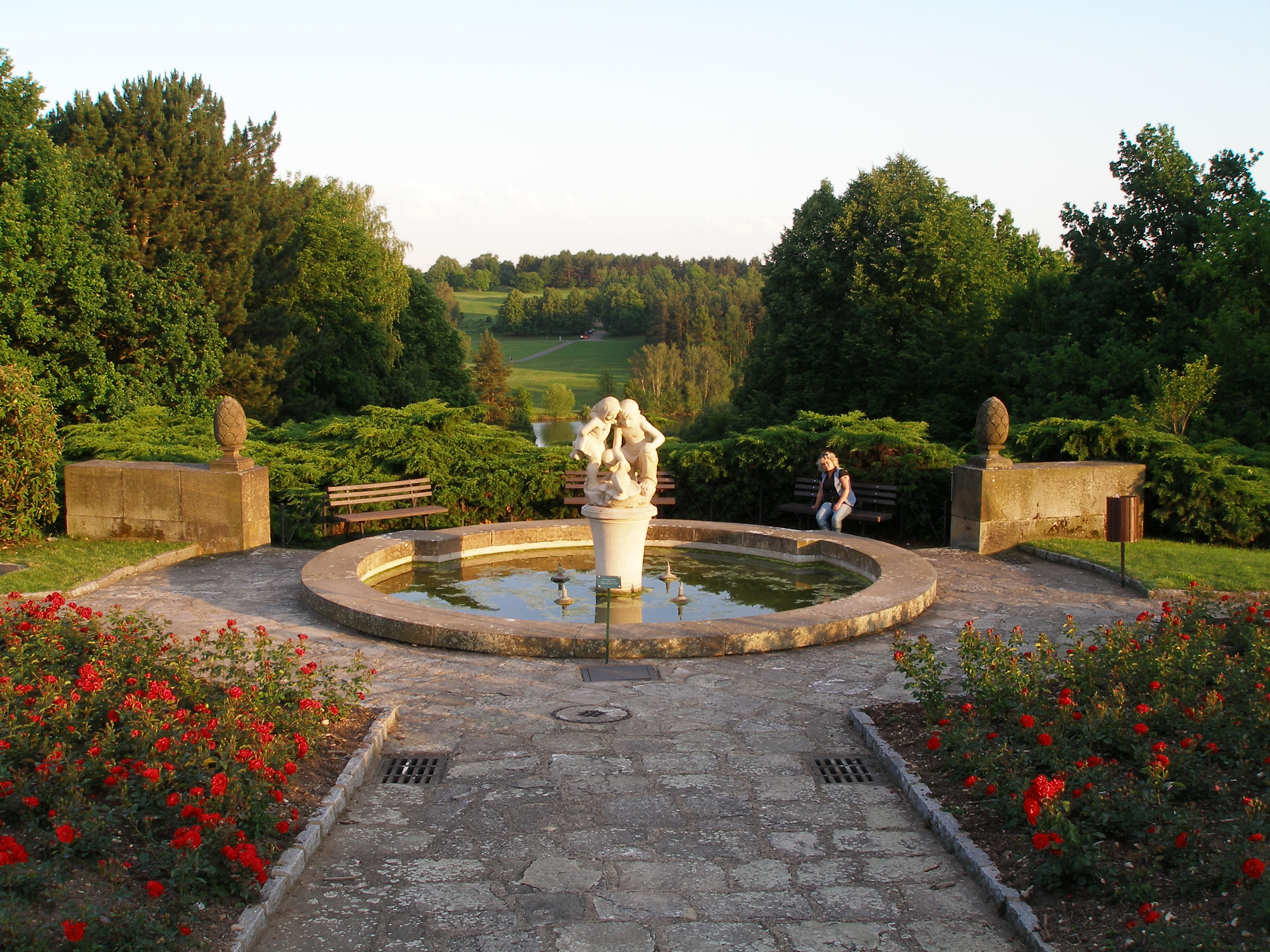
利迪策玫瑰园喷泉

在拉文斯布吕克监狱中幸存下来的利迪策妇女在第二次世界大战后返回并安置在离原址不远处的新利迪策村。新村一期工程于1949年竣工。大屠杀发生时，两名来自利迪策的男子在英国皇家空军服役。 1945年后，飞行员军官约瑟夫·霍拉克和飞行中尉约瑟夫·斯特里布尼返回捷克斯洛伐克，在捷克斯洛伐克空军服役。
在1948年捷克斯洛伐克政变后，由于二者曾在西方军队服役，新的共产主义政权拒绝了他们定居新利迪策村的请求。霍拉克和他的家人回到了英国和英国皇家空军；霍拉克于1948年12月因飞行事故殉职。
玛丽·乌奇蒂洛娃于1990年代创作的“战争受难儿童纪念碑”俯瞰着旧利迪策村遗迹。纪念碑由82尊1至16岁儿童（42名女孩和40名男孩）铜像组成，以纪念1942年夏天在海乌姆诺灭绝营死亡的儿童。一个带着荆棘冠冕的十字架标志着利迪策万人坑。俯瞰遗址的是一个纪念区，两侧是博物馆和一个小展览厅。 纪念区通过菩提树大道与新村相连。 1955年，在俯瞰老村遗址的菩提树大道旁建造了一个由 29000株玫瑰花组成的“玫瑰园”。在1990年代，旧玫瑰园被忽视了，2001年后另建一个由21000棵灌木组成的新玫瑰园。

## 相关书籍
- Gerwarth, Robert. . New Haven, CT: Yale University Press. 2011. ISBN 978-0-300-11575-8.
- Jan Kaplan and Krystyna Nosarzewska, Prague: The Turbulent Century, Koenemann Verlagsgesellschaft mbH, Koeln, (1997) ISBN 3-89508-528-6
- Joan M. Wolf: Someone Named Eva. 2007. ISBN 0-618-53579-9ISBN 0-618-53579-9
- Eduard Stehlík: Lidice, The Story of a Czech Village. 2004. ISBN 80-86758-14-1ISBN 80-86758-14-1
- Zena Irma Trinka: A little village called Lidice: Story of the return of the women and children of Lidice. International Book Publishers, Western Office, Lidgerwood, North Dakota, 1947.
- Maureen Myant: The Search. Alma Books, 2010. ISBN 978-1-84688-103-9ISBN 978-1-84688-103-9
- Williams, Max. . Church Stretton: Ulric Publishing. 2003. ISBN 978-0-9537577-6-3.
- Williamson, Gordon. . Motorbooks International. 1995. ISBN 0-7603-0012-7.